# Campeonato Nacional da 1.ª Divisão de Andebol 1956–57
O Campeonato Português de Andebol Masculino (Seniores) de 1956/57 foi a 5ª edicão, competição organizada pela Federação de Andebol de Portugal. Sporting e Almada foram os representantes do sul no campeonato nacional e disputaram a prova com as duas equipas primeiras classificadas no regional norte, FC Porto e Salgueiros. Os jogos no Porto foram disputados no Pavilhão dos Desportos e em Lisboa no recinto do Campo de Ourique. Quanto aos árbitros, foi acordado que eles fossem das cidades das equipas visitantes. O FC Porto conquistou o seu 2º Título.

## Campeonato Nacional
| Pos | Equipa      | J | V | E | D | GM | GS | Diff | Pts |
| --- | ----------- | - | - | - | - | -- | -- | ---- | --- |
| 1   | FC Porto    | 6 | 5 | 0 | 1 | 69 | 45 | +24  | 10  |
| 2   | Sporting CP | 6 | 3 | 1 | 2 | 53 | 43 | +10  | 7   |
| 3   | Almada      | 6 | 2 | 1 | 3 | 49 | 56 | -7   | 5   |
| 4   | Salgueiros  | 6 | 1 | 0 | 5 | 36 | 63 | -27  | 2   |